# Махавир Чакра
Махавир Чакра (хинди महावीर चक्र, англ. Maha Vir Chakra, MVC) — вторая по старшинству военная награда Индии за доблесть, вручаемая за выдающееся мужество в боевых условиях на поле боя. Учреждена 26 января 1950 года одновременно с провозглашением Индии республикой и введением новой системы государственных наград, заменившей британские колониальные ордена. Название «Махавир Чакра» переводится с санскрита как «Великая Колесница Доблести».

## История создания
Награда Махавир Чакра была создана в рамках масштабной реформы государственных наград независимой Индии. После провозглашения независимости в 1947 году перед новым правительством встал вопрос о замене британской колониальной системы наград, которая включала такие ордена как Крест Виктории и Орден Британской Индии.

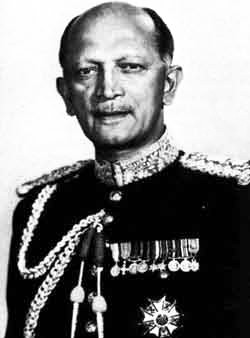
Кодандера Мадаппа Кариаппа

Инициатива по созданию собственной системы наград исходила от первого министра обороны Индии Сардара Балдева Сингха. В 1948 году был сформирован специальный комитет под руководством генерала Кодандеры Мадаппы Кариаппы, который разработал концепцию трёхуровневой системы боевых наград:
- Парам Вир Чакра (высшая степень, за исключительный героизм)
- Маха Вир Чакра (за выдающееся мужество)
- Вир Чакра (за проявленную храбрость)

Окончательное утверждение новой системы наград произошло 26 января 1950 года — в день вступления в силу Конституции Индии и провозглашения страны республикой. Эта дата была выбрана не случайно, так как символизировала полный разрыв с колониальным прошлым.
Первые награждения состоялись уже через несколько месяцев после учреждения — в июне 1950 года, когда были отмечены подвиги военнослужащих во время Первой индо-пакистанской войны 1947-48 годов. Это подчеркнуло практическую значимость новой наградной системы в условиях реальных боевых действий.
Первым награждённым Махавир Чакра стал подполковник Деван Ранджит Рай, погибший 27 октября 1947 года. Среди первых награждённых Махавир Чакра был гражданский сотрудник дхоби (прачка) Рам Чандар, приписанный к 14-й полевой роте Мадрасских сапёров.

## Критерии награждения
Награда присуждается военнослужащим всех родов войск (сухопутных, военно-воздушных и военно-морских сил) за выдающиеся акты мужества перед лицом врага, включая наземные, морские и воздушные операции. Может вручаться посмертно. К примеру, на 2008 год 26 военнослужащих ВВС Индии было награждено Махавир Чакра. Из них только один, командир эскадрильи Аджамада Боппайя Девайя, был награждён посмертно.
Правом получения Махавир Чакра обладают офицеры (мужчины и женщины) всех званий, служащие в армии, флоте и военно-воздушных силах, любых резервных сил, территориальной армии, милиции и любых других законно созданных вооруженных сил. Медсёстры и персонал сестринских служб и других служб, относящихся к больницам и сестринскому делу, а также гражданские лица обоего пола, служащие на постоянной или временной основе по приказам, указаниям или под надзором любого из вышеупомянутых подразделений.
Награждение производится 26 января в День республики и 15 августа в День независимости: Президент Индии вручает награду лично.

## Описание награды

### Медальон
Медальон выполнен в виде диска диаметром 35 мм. Для изготовления используется серебро 925 пробы. Вес медальона без ленты 42 грамма. Медальон изготавливается по технологии чеканки с ручной доработкой.
На аверсе медальона изображена рельефная пятиконечная круглая звезда. В центре — позолоченный государственный герб Индии львиная капитель Ашоки. На реверсе — рельефная надпись «Mahavira Chakra» на английском языках и «महावीर चक्र» на хинди разделённые двумя цветками лотоса.

### Подвес и лента
Подвес изготавливается из серебра. К подвесу крепится шёлковая муаровая лента шириной 32 мм белого и оранжевого цветов.

### Миниатюрная версия
Для повседневного ношения предусмотрена уменьшенная копия:
- Диаметр 22 мм
- Вес 15 граммов

Для медальона используется упрощенная гравировка. Для подвеса используется лента шириной 10 мм.

### Особенности ношения
Полноразмерная версия носится на левой стороне груди. При повторном награждении добавляется серебряная планка. С 11 июля 2019 года было разрешено ближайшим родственникам погибших военнослужащих носить их награды на правой стороне груди во время памятных церемоний у военных мемориалов, на кладбищах и похоронах.

## Первые награждения
Первыми кавалерами Маха Вир Чакры стали участники индо-пакистанской войны 1947—1948 годов, в том числе:
- Подполковник Сомнатх Шарма (посмертно, за оборону Бадгама) — первый награждённый.

- Майор Кумар Амриндер Сингх (за защиту Шринагара).